# 小斯洛比德卡 (卡緬涅茨-波多利斯基區)
48°37′44″N 26°38′54″E / 48.62889°N 26.64833°E
小斯洛比德卡（烏克蘭語：Мала Слобідка），是烏克蘭的村落，位於該國西部赫梅利尼茨基州，由卡緬涅茨-波多利斯基區負責管轄，面積0.47平方公里，2001年人口119，人口密度每平方公里254.82人。